# Kangasjärvi (sjö i Finland, Kajanaland, lat 64,70, long 28,45)
Kangasjärvi är en sjö i Finland. Den ligger i kommunen Hyrynsalmi i landskapet Kajanaland, i den centrala delen av landet, 500 km norr om huvudstaden Helsingfors. Kangasjärvi ligger 156 meter över havet. Arean är 23,5 hektar och strandlinjen är 2,12 kilometer lång. Sjön  ingår i Uleälvens huvudavrinningsområde. 